# Rhynchosia resinosa
Rhynchosia resinosa är en ärtväxtart som först beskrevs av Achille Richard, och fick sitt nu gällande namn av John Gilbert Baker. Rhynchosia resinosa ingår i släktet Rhynchosia och familjen ärtväxter. Inga underarter finns listade i Catalogue of Life.